# Cangkringturi
Cangkringturi is een bestuurslaag in het regentschap Sidoarjo van de provincie Oost-Java, Indonesië. Cangkringturi telt 2168 inwoners (volkstelling 2010).